# Chaubardia klugii
Chaubardia klugii är en orkidéart som först beskrevs av Charles Schweinfurth, och fick sitt nu gällande namn av Leslie Andrew Garay. Chaubardia klugii ingår i släktet Chaubardia och familjen orkidéer. Inga underarter finns listade i Catalogue of Life.